# Канада на Летњим олимпијским играма 1996.
Канада је учествовала на Летњим олимпијским играма, одржаним 1996. године у Атланти, САД, по двадесет и први пут у својој историји. На овим играма канадски спортисти су освојили укупно двадесет и две медаље (три златне, једанаест сребрних и осам бронзаних). Канада је на овим играма имала екипу која је бројала 303 члана (152 спортиста и 151 спортисткиња) који су узели учешће у укупно 189 спортских дисциплина од 25 спортова у којима су се такмичили.
Донован Бејли је донео нову златну медаљу Канади у атлетици. У трци спринт на 100 m, освојио је златну медаљу, поставио нови олимпијски и светски рекорд са резултатом од 9.84 секунде иповрх тога избрисао лоша сећања на свога претходника Бена Џонсона. Такође канадски спринтери су у штафети 4х100 m, освојили злато испред фаворизованих Американаца. Ово је било први пут после игара којае су одржане 1928. године да Канада освоји две златне медаље у атлетским такмичењима. Веслачи Марни МекБин и Кетлин Хедл су постали први и једини, до тада, Канађани који су освојили три олимпијска злата са својом победом у двојцу.

### Освојене медаље на ЛОИ
| Освојене медаље канадских спортиста на ЛОИ 1996. |                                           |       |        |        |        |
| Спортиста                                        | Спорт                                     | Злато | Сребро | Бронза | Укупно |
| Донован Бејли                                    | Атлетика — 100 m, мушки                    | 1     | 0      | 0      | 1      |
| Штафета                                          | Атлетика — 4x100 m, мушки                  | 1     | 0      | 0      | 1      |
| Кану двојац                                      | Веслање — двојац, жене                    | 1     | 0      | 0      | 1      |
| Давид Дефајагбон                                 | Бокс — тешка (91 kg), мушки               | 0     | 1      | 0      | 1      |
| Каролин Брунет                                   | Кану — К1 500 m, жене                      | 0     | 1      | 0      | 1      |
| Брајан Волтон                                    | Бициклизам — бодовна трка, мушки          | 0     | 1      | 0      | 1      |
| Алисон Сидор                                     | Бициклизам — крос кантри, жене            | 0     | 1      | 0      | 1      |
| Дерек Портер                                     | Веслање — мушки                           | 0     | 1      | 0      | 1      |
| Силке Лауман                                     | Веслање — жене                            | 0     | 1      | 0      | 1      |
| Гиви Сисаури                                     | Рвање — бантам (57 kg), мушки             | 0     | 1      | 0      | 1      |
| Мериен Лимперт                                   | Пливање — 200 m мешовито, жене            | 0     | 1      | 0      | 1      |
| Четверац без кормилара                           | Веслање — четверац, мушки                 | 0     | 1      | 0      | 1      |
| Осмерац са кормиларем                            | Веслање — осмерац, жене                   | 0     | 1      | 0      | 1      |
| Синхроно пливање                                 | Синхроно пливање — екипно, жене           | 0     | 1      | 0      | 1      |
| Кертис Мајден                                    | Пливање — 200 и 400 мешовито, мушки       | 0     | 0      | 2      | 2      |
| Клара Хјуз                                       | Бициклизам — улична трка и на време, жене | 0     | 0      | 2      | 2      |
| Ани Петји                                        | Пливање — одскочна даска 3 m, жене         | 0     | 0      | 1      | 1      |
| Кертис Харнет                                    | Бициклизам — спринт, мушки                | 0     | 0      | 1      | 1      |
| Четверац                                         | Веслање — четверац, жене                  | 0     | 0      | 1      | 1      |
| Одбојка на песку                                 | Одбојка на песку, мушки                   | 0     | 0      | 1      | 1      |
| Укупно                                           | 10                                        | 3     | 11     | 8      | 22     |